# Janez Potočnik (slikar)
Janez Potočnik, slovenski baročni slikar, * 15. junij 1749, Kropa, † 9. februar 1834, Ljubljana.

## Rodbinske vezi
Janez Potočnik (tudi Pototschnig, Potozhnig) rojen 15. jun. 1749 v Kropi v hiši št. 32 (danes 140) kot prvi sin Gregorja Potočnika in njegove druge žene Marijane r. Toman iz Kamne Gorice. Oče Gregor, lastnik hiše v Kropi št. 32, je 1758 prevzel fužinarske deleže od Mateja Lipica in bil kasneje rudarski podsodnik. Tretji sin G. Potočnika je bil Jožef Potočnik (1753-1808), doktor prava, od 1785 do 1787 ljubljanski župan.

## Življenje in delo
Po Erbergovem poročilu (1836) je bil Janez gluhonem, vendar se zdi, da ne gre za popolno gluhonemost: naučil se je doma gladko pisati. Pri kom in kje se je učil risati in slikati, ni znano. Domneva se, da se je izučil na dunajski akademiji ali da se je učil v dunajski gluhonemnici in kasneje šolal še v Ljubljani pri Metzingerju. Edina opora za sklepanje o Potočnikovi umetniški izobrazbi je 37 njegovih risb v Narodni galeriji. Med njimi je ena (v zbirki pod št. 34) označena z letnico 1776. Ko je izdelaval te risbe, star okoli 27 let, ni bil diletant ali samouk, marveč že šolan slikar. Vendar risbe pričajo, da je bila njegova umetniška vzgoja precej primitivna, nekaka domača šola: antične kipe (v zbirki pod št. 1–12) je risal po reprodukcijah, najbrž bakrotiskih; ko se je vadil v spoznavanju človeškega telesa, si moral često pomagati s tujimi risbami (v zbirki pod št. 13–22), le včasih je imel original (model) pred seboj (v zbirki pod št. 23–37). Hkrati pa je razvidno, da to šolanje ni bilo samouštvo, zakaj vzorci so dobro, nekako metodično izbrani in kažejo zanesljivo smer umetniške vzgoje, ki bi si je samouk ne mogel dati. Tu je morala pomagati umetniška osebnost, ki je mladeniču tudi priskrbela možnost, da je risal akte po modelu. Iz tega se sme sklepati, da je Potočnik delal v neki umetniški delavnici, v kateri, se še ne da z gotovostjo trditi. Med risbami je tudi risba za portret barona M. Zoisa (oče Ž. Zoisa), neposredna priprava za oljnato sliko. Pomankanje umetniške vzgoje, povzročene zaradi njegove telesne hibe, je poglavitni vzrok, da se ni mogel razviti v celega mojstra. Delal je do visoke starosti. Število njegovih slik, zlasti cerkvenih, je veliko. Med portreti je tudi slika njegovega brata Jožefa.
Kot cerkveni slikar (freske in oljne slike) je Potočnik naslednik ljubljanskih baročnih mojstrov, po katerih posnema kompozicije in kretnje; v zgodnjih delih se vidi ta zveza tudi v koloritu; kasneje preide v enostavnejši kolorit pod vplivom sodobnega klasicističnega slikarstva. Z L. Layerjem in Herrleinom je Potočnik glavni mojster prehoda od baroka v 19. stol. Umetniško je kot cerkven slikar malo pomemben. Njegova vrednost je predvsem v portretnem slikarstvu (olje; pastel); Potočnik je prvi predstavnik našega meščanskega portreta.
Kot rečeno ga je pri še večji umetniški ustvarjalnosti ovirala gluhonemost. V zreli dobi umetniškega ustvarjanja je prešel iz baročnega slikarstva v klasičistično slikarstvo. Poslikal je več cerkva na slovenskem, med drugimi tudi cerkev sv. Ane v Tunjicah pri Kamniku, cerkev sv. Ahaca nad Kališčem in druge.
Potočnik velja tudi kot začetnik našega meščanskega portretizma.